# Zbigniew Brzezinski
Zbigniew Kazimierz Brzeziński (28. března 1928 Varšava, Polsko – 26. května 2017 Falls Church, Virginie, USA) byl polsko-americký politolog, vedle Henryho Kissingera a Samuela P. Huntingtona považovaný za šedou eminenci americké zahraniční politiky. V letech 1977–1981 byl bezpečnostním poradcem amerického prezidenta Jimmyho Cartera a později zahraničně-politickým poradcem Baracka Obamy. Zároveň byl profesorem americké zahraniční politiky na Univerzitě Johnse Hopkinse v Baltimoru, poradcem Centra pro strategická a mezinárodní studia (CSIS) ve Washingtonu, D.C. a autorem odborných politologických knih. Vedle toho byl činný jako poradce mnoha velkých amerických a mezinárodních firem.

## Původ, studium a akademická činnost
Brzezinski se narodil ve Varšavě jako syn polského diplomata Tadeusze Brzezinského. Strávil část svého dětství v Lille (Francie), v Lipsku (Německo) a v Charkově (Ukrajina), poté se s rodinou přestěhoval do kanadského Montrealu. Vystudoval McGillovu univerzitu v Montrealu, kde v roce 1949 získal titul bakaláře a v následujícím roce i magistra. V roce 1953 promoval v oboru politických věd na renomované Harvardově univerzitě, kde poté i přednášel. Roku 1961 přestoupil na Kolumbijskou univerzitu, kde převzal vedení nově založeného Institutu komunistických věd.

## Politické působení
Zbigniew Brzezinski se stal naturalizovaným občanem Spojených států amerických v roce 1958. V šedesátých letech působil jako poradce pro administrativy Kennedyho a Johnsonovy vlády. Během posledních let Johnsonovy administrativy byl zahraničněpolitickým poradcem viceprezidenta Huberta Humphreyho.
V roce 1973 se Brzezinski stal prvním ředitelem Trilaterální komise, což byla skupina prominentních politických, akademických a vědeckých osobností ze Spojených států, západní Evropy a Japonska. Cílem této skupiny bylo posílit vztahy mezi těmito třemi regiony. Členem komise byl i budoucí americký prezident Jimmy Carter. Během své kandidatury na post prezidenta USA v roce 1974 si Carter vybral jako svého zahraničně-politického poradce právě Brzezinského, který byl kritikem Nixonovy a Kissingerovy zahraniční politiky. Po svém vítězství v roce 1976 jmenoval Carter Brzezinského svým poradcem pro národní bezpečnost.
Jako bezpečnostní poradce prezidenta Cartera (ve funkci 1977–1981) proslul Brzezinski díky své politice vůči SSSR jako „hardliner“ (zastánce tvrdé linie). Od té doby je mu přičítána, i podle jeho vlastních slov, klíčová role při „zatažení“ Sovětského svazu do války v Afghánistánu a podpora muslimských mudžáhidů proti SSSR. Brzezinski se také zabýval vývojem politických vztahů mezi USA a Čínou a doporučoval novou dohodu o kontrole zbrojení s Moskvou. Dále sdílel prezidentův názor, že Spojené státy americké mají místo samostatné diplomatické politiky pěstovat mezinárodní spolupráci.[zdroj?] V otázkách zahraniční politiky měl Brzezinski časté spory s tehdejším ministrem zahraničí USA Cyrusem Vancem.
Ve své knize Jediná světová velmoc vykreslil Brzezinski globální jednostrannou dominanci Spojených států, kterou spojoval také s pronikáním amerických zájmů do středoasijského prostoru. V této souvislosti požadoval od zahraniční politiky USA omezení rozvoje velmocí konkurujících Spojeným státům, zvláště Číny a Ruska, a to pomocí podpory separatistických hnutí v jejich hraničních oblastech.
Od roku 2006 vystupoval Brzezinski jako kritik americké politiky vůči jaderným programům Íránu, ale také války v Iráku, kterou vedly USA v době prezidentství George W. Bushe. Brzezinski se domníval, že tato americká strategie ztroskotala. Začátkem roku 2007 upozorňoval, že vedoucí kruhy USA hledají záminku, aby iniciovaly válku proti Íránu, a varoval před tím.[zdroj?]

## Působení jako politolog
Jako akademicky činný politolog rozvíjel Brzezinski společně s Carlem Joachimem Friedrichem teoretický model totalitarismu.[zdroj?]

## Manželství, rodina a úmrtí
Brzezinski se 26. května 1961 oženil s praneteří Edvarda Beneše sochařkou Emilií Annou Benešovou. Spolu měli tři děti – Jana (* 1963), Marka (* 1965), který je americkým diplomatem, a Miku (* 1967), která je moderátorkou zpráv na televizní stanici MSNBC.
26. května 2017 informovala rodina o jeho úmrtí. Zemřel ve věku 89 let.

## Vyznamenání
- Řád Tomáše Garrigua Masaryka I. třídy (Česko, 1998)[6]
- velkokříž Řádu litevského velkoknížete Gediminase (Litva, 16. listopadu 1998)[7]
- velkodůstojník Řádu tří hvězd (Lotyšsko, 15. března 2007)
- velký záslužný kříž s hvězdou a šerpou Záslužného řádu Spolkové republiky Německo (Německo, 2009)[8]
- rytíř Řádu bílé orlice (Polsko, 1995)[9]
- Kříž prezidenta Slovenské republiky II. třídy (Slovensko, 2002)[10]
- velkodůstojník Řádu rumunské hvězdy (Rumunsko, 2003)[11]
- Řád za zásluhy I. třídy (Ukrajina, 1996)
- Řád knížete Jaroslava Moudrého III. třídy (Ukrajina, 28. března 2008)[12]
- Prezidentská medaile svobody (USA, 1981)

### Česky
- Sovětský blok : jednota a rozpor. Praha: Svoboda, 1970. 813 s. [I. svazek 422 s., II. s. 423 – 813].
- Bez kontroly : chaos v předvečer 21. století. Překlad Vladimír Drábek. Praha: Victoria Publishing, 1993. 222 s. ISBN 80-85605-83-X.
- Velká šachovnice : k čemu Ameriku zavazuje její globální převaha. Překlad Zina Freundová, Anna Grušová. 1. vyd. Praha: Mladá fronta, 1999. 228 s. ISBN 80-204-0764-2.
- Volba: globální nadvláda nebo globální vedení. Překlad Martin Ritter. 1. vyd. Praha: Mladá fronta, 2004. 290 s. (Myšlenky; sv. 18). ISBN 80-204-1179-8.

## Témata jeho knih
Tématem Brzezińského knih většinou byly a jsou úvahy v kontextu strategického směřování americké zahraniční politiky a diplomacie pro posílení její role ve světě. Brzeziński tam nezřídka rozvíjí svoje hypotézy a strategie proto, aby Spojené státy americké nejenom dobyly geopolitických cílů, ale získaly i prestiž v oblastech, které byly odjakživa doménou eurocentrismu, kde se tento přístup pokouší alespoň částečně zpochybnit.
Mimo jiné uvádí, že země, pod kterou sloužil jako poradce v několika érách a vládních administrativách, se od konce druhé světové války staly světovou supervelmocí po stránce
- vojenské (kdy pouze výdaje na americkou armádu představují (bez několika procent) zhruba tolik, co na vojenství vydá zbytek světa),
- ekonomické (tvoří největší národní ekonomický celek a představují největšího konzumenta zboží a služeb pro většinu jejích obchodních partnerů), a
- finanční (její měna, americký dolar, i přestože jeho význam zejména od poslední ekonomické krize začala upadat, má stále statut světové měny pro obchod a rezervní měny pro nákup ropy).

Z její nezpochybnitelné vojenské síly pak pramení i její geopolitické ambice, a to v měřítku nikoli menším než globálním. Z toho důvodu považuje tedy Brzeziński za oprávněné, aby za „centrum“ současného světa byl považován americký kontinent.
Toto téma je společné pro řadu jeho děl. Nejvíce se o něm zmiňuje v knize Velká šachovnice: Americké prvenství a její geostrategické imperativy, dále též v knihách Volba: Globální dominance nebo globální vedení, Jediná světová velmoc a v menší míře i v knihách Mezi dvěma věky: Role Ameriky v technetronické éře a Amerika a svět: Konverzace o americké zahraniční politice budoucnosti. Ve Velké šachovnici (The Grand Chessboard: American Primacy and Its Geostrategic Imperatives) dokonce detailně popisuje, že cílem k americkému triumfu bude (ekonomicky, strategicky, diplomaticky nebo v nezbytném případě i vojensky) ovládnout strategicky důležitý region Střední Asie.
| „                                              | Je nasnadě, že prvořadý zájem Ameriky je pomoci ujistit se, že žádná velmoc nepřijde získat kontrolu nad tímto geopolitickým místem a že světové společenství k němu odstavilo finanční a ekonomické překážky. | “ |
| — Velká šachovnice, str. 148 (v českém vydání) | |   |

| „         | To, jak Amerika „zvládne“ Euroasii, je kriticky důležité… Mocnost, která ovládá Euroasii, by vládla třemi nejpokročilejšími a ekonomicky nejproduktivnějšími oblastmi. Pouhý letmý pohled na mapu též napovídá, že nadvláda nad Euroasií by téměř automaticky s sebou nesla za následek podřízenost Afriky, což by Západní polokouli a Oceánii stavělo na místo geopoliticky okrajové části tohoto centrálního světového nadsvětadílu. Okolo 75 % světové populace žije v Euroasii a taktéž je tam většina světového fyzického bohatství, jak v jeho podnicích tak pod povrchem její půdy. Euroasie čítá 60 % světového HDP a okolo 3/4 známých světových energetických rezerv. | “ |
| — str. 31 | |   |

| „          | Amerika je nyní jediná světová supervelmoc a Eurasia je hlavní světová aréna. Odtud, co se stane rozložení moci na euroasijském (nad)kontinentu, bude mít rozhodující důležitost vzhledem k globálnímu prvenství Ameriky a jejímu historickému odkazu. | “ |
| — str. 194 | |   |

| „          | S varovnými signály na obzoru přes Evropu a Asii se úspěšná americká politika musí zaměřit na Eurasii jako na celek a být vedena geostrategickým návrhem. | “ |
| — str. 197 | |   |

## Pocty
V roce 1963 byl zvolen Americkou obchodní komorou jedním z 10 nejvýznamnějších lidí v Americe. V roce 1969 se stal čestným členem Americké akademie umění a vědy (American Academy of Arts and Sciences). Roku 1981 obdržel Prezidentskou medaili svobody za svou roli při normalizaci politických vztahů mezi Lidovou republikou Čína a USA a za svůj přínos pro lidská práva a národní bezpečnostní politiku Spojených států. Za svůj přínos ke znovunabytí nezávislosti Polska obdržel v roce 1995 Řád bílého orla (polské nejvyšší civilní vyznamenání).
Přijal akademické čestné doktoráty z univerzit Georgetown University, Williams College, Fordham University, College of Holy Cross, Alliance College, Katolické univerzity v Dublinu a Varšavské univerzity.
Další vyznamenání získal od Harvardovy univerzity (Centennial Medal of the Graduate School of Arts and Sciences) nebo Americké politologické asociace (Hubert Humphry Award for Public Service a U Thant Award). Mimoto byl čestným členem různých nadací (Guggenheimova nadace a Fordova nadace).